# Micrarchus
Micrarchus is een geslacht van wandelende takken uit de familie Phasmatidae. De wetenschappelijke naam van dit geslacht is voor het eerst voorgesteld door Jean Carl in een publicatie uit 1913. De soorten in dit geslacht komen in Nieuw-Zeeland voor.

## Soorten
- Micrarchus hystriculeus (Westwood, 1859)
- Micrarchus parvulus Carl, 1913